# Moc bierna

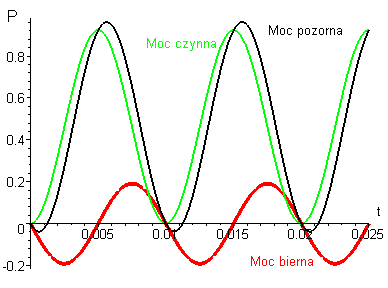
Moc chwilowa i jej składowe: moc czynna chwilowa i moc bierna chwilowa podczas cykli zmian napięcia

Przesunięcie fazowe między przyłożonym napięciem a pobieranym prądem

Moc bierna – wielkość opisująca pulsowanie energii elektrycznej między elementami obwodu prądu przemiennego. Ta oscylująca energia nie jest zamieniana na użyteczną pracę lub ciepło, lecz jest konsekwencją zasady działania maszyn elektrycznych (np. transformatorów, silników). Energia jest pobierana ze źródła w części okresu przebiegu przemiennego, magazynowana przez odbiornik (w postaci energii pola elektrycznego lub magnetycznego) i oddawana do źródła w innej części okresu, co jest związane z zanikiem pola w odbiorniku. Częstotliwość mocy biernej (tak samo jak i mocy czynnej, pozornej) jest dwukrotnością częstotliwości prądu i napięcia w obwodzie.
Dla przebiegów sinusoidalnie zmiennych moc bierna jest definiowana jako iloczyn wartości skutecznych napięcia i prądu, oraz sinusa kąta przesunięcia fazowego między napięciem a prądem:
{\displaystyle Q={UI}\sin \varphi =XI^{2}}
gdzie:
{\displaystyle U,} {\displaystyle I} – wartości skuteczne napięcia i natężenia prądu
{\displaystyle \varphi } – przesunięcie fazowe między napięciem i prądem
{\displaystyle X} – reaktancja.
Wyróżnia się:
- moc bierną indukcyjną
- moc bierną pojemnościową.

Jednostką mocy biernej (Q) jest war (z ang. var – volt-ampere reactive).
W elektroenergetyce najczęściej operuje się jednostką Mvar.
Dla przebiegów niesinusoidalnych (odkształconych) istnieje kilka konkurujących ze sobą definicji mocy biernej, oraz oddzielnej mocy odkształceń. Żadna z nich nie jest przyjęta za obowiązującą przez całą międzynarodową społeczność elektryków i elektroników.

## Znaczenie mocy biernej
Moc bierna powoduje zwiększenie natężenia prądu w systemie przesyłowym, przez co przyczynia się do zwiększenia strat energii elektrycznej w urządzeniach wytwarzających i przesyłających energię elektryczną prądu przemiennego (generatorach, liniach przesyłowych i transformatorach).
Odbiorniki prądu mają zwykle częściowo charakter pojemnościowy lub indukcyjny, co oznacza, że prąd płynący przez odbiornik jest przesunięty w fazie względem napięcia. Dla odbiorników o charakterze pojemnościowym prąd wyprzedza w fazie napięcie, zaś dla indukcyjnych jest opóźniony wobec napięcia. Oznacza to, że istnieją w trakcie całego cyklu zmian napięcia takie momenty, w których kierunek przepływu prądu jest odwrotny do kierunku przyłożonego napięcia. W tym czasie moc chwilowa, będąca iloczynem tych wielkości, jest ujemna. Następuje przepływ energii w przeciwnym kierunku, od odbiornika do źródła prądu. Ta zwracana moc nazywana jest bierną i stanowi cząstkę mocy pobranej przez odbiornik w innej części okresu. Dąży się do tego, aby moc bierna była jak najmniejsza w stosunku do mocy czynnej, tj. pozostającej w odbiorniku.
Moc bierna krążąca w systemie elektroenergetycznym jest niezbędna do prawidłowego funkcjonowania wszystkich urządzeń indukcyjnych przyłączonych do sieci (transformatory, silniki indukcyjne), gdyż związana jest ona z wytwarzaniem pola magnetycznego w tych odbiornikach. Gwarantuje ona stabilność napięcia sieciowego. Z drugiej jednak strony, jej nadmiar jest szkodliwy, gdyż prąd płynący przez sieć do odbiornika jest proporcjonalny do mocy pozornej. Większe natężenie prądu oznacza większe straty mocy czynnej na rezystancjach urządzeń zasilających i przewodach, a tym samym konieczność użycia odpowiednio większych transformatorów. Dlatego duzi odbiorcy energii są rozliczani również z mocy biernej, ponadto mają zazwyczaj określony umownie minimalny dopuszczalny współczynnik mocy. Do zredukowania pobieranej mocy biernej stosuje się lokalne jej kompensowanie przez zastosowanie odpowiednio elementów indukcyjnych bądź pojemnościowych. W praktyce odbiorniki mają częściej charakter indukcyjny, niż pojemnościowy (np. silniki elektryczne), dlatego najczęściej elementami kompensującymi są kondensatory. W uproszczeniu można powiedzieć, że w skompensowanym odbiorniku moc bierna krąży pomiędzy jego elementami pojemnościowymi a indukcyjnymi, nie „wydostając się” do sieci energetycznej.